# 상장군
상장군(上將軍)은 동아시아 국가들의 역사상 자주 나타나는 무관 관직이다.

## 개요
고려 때 중앙군 최고 사령관의 관직명으로 무반의 최고 품계로 정3품이다. 고려조의 육부 상서는 정3품이므로 요즘으로 말하면 특별히 장관급 대우를 받는 수도권 최정예 군단장 또는 수도방위사령관(응양군, 용호군 상장군) 3성장군에 해당한다고 볼 수 있다. 2군 6위(二軍六衛)에 1인씩 8명이 기본 편제이며, 각 군의 대장군과 함께 중방을 구성하였다. 응양군의 상장군이 반주(班主)로써 중방의 대표자가 되었다.

## 배치
상장군의 배치는 2군 6위 중에서 8곳에 각각 배치되어 있다.
1. 응양군:1령
2. 용호군:2령
3. 좌우위(보승:10령,정용:12령)
4. 신호위(보승5령,정용:1령)
5. 흥위위(보승:5령,정용:7령)
6. 금오위(정용:6령, 역령:1령)
7. 천우위(상령:1령,해령:1령)
8. 감문위:1령